# ياسين طاهر الياسري
ياسين طاهر الياسري من مواليد بغداد عام 1958، تخرج في كلية الشرطة العراقية الدورة (33) برتبة ملازم في الشرطة العراقية وتدرج في ترقيات الرتب العسكرية إلى أن وصل رتبة فريق في جهاز الشرطة وأصبح وزيرا للداخلية العراقية في حكومة عادل عبد المهدي خلفا للوزير السابق قاسم الأعرجي منذ 24 يونيو 2019. وهو أول ضابط خريج كلية الشرطة يتولى منصب وزير الداخلية في تاريخ العراق منذ تاسيس الدولة العراقية الحديثة عام (1921) ولحد الآن. 
وقبل توليه الوزارة كان يشغل منصب مستشار وزارة الداخلية، وهو أحد أعضاء مجلس الأمن الوطني (العراق) وعضو الهيئة التدريسية بكلية الشرطة و المعهد العالي للتطوير الأمني والإداري، ومدير عام دائرة الجنسية سابقا، ويُعَدْ ياسين الياسري أشهر مدير عام للجنسية في العراق إذ انه تبوء هذا المنصب عام 2003 وغادره عام 2012 وله مؤلفات مهمة في مجال الجنسية ومركز الاجانب والقانون الدولي الخاص، وساهم في تطوير دائرة الجنسية بشكل كبيروفاعل إذ انه أول من ادخل الجواز المقروء أليا الى العراق، فضلا في دوره باعداد متطبات البطاقة الوطنية العراقية، وهو خبير غير متفرغ في مجلس وزراء الداخلية العرب ، وباحث ومؤلف في القانون الدولي وفي الاستراتيجيات الأمنية له العديد من المؤلفات القانونية والأمنية، وحاصل على الدكتوراة في مجال فلسفة القانون العام من جامعة النهرين. عنوان أطروحته  ( الطبيعة القانونية لعلاقة مجلس الأمن بالمحكمة الجنائية الدولية ) ويعتبر المسؤول عن الأمن الداخلي في العراق ويتولى قيادة وزارة الداخلية  والإشراف على مفاصلها كقيادة الشرطة الاتحادية وفرقة الرد السريع والشرطة المحلية في بغداد والمحافظات في عموم العراق. والوزير أحد أعضاء مجلس الأمن الوطني العراقي.

## الاحتجاجات العراقية 2019-2020
الوزير الأمني الوحيد  والمسؤول الحكومي الوحيد الذي زار المتظاهرين والتقي بهم في ساحة التحرير لمرتين واستقبلوه بالترحيب والهتافات المشجعة له ، وهو المسؤول الأمني الوحيد الذي أوعز إلى كافة دوائر وزارته بكتاب رسمي موجه إلى جميع منتسبي الداخلية بعدم استخدام السلاح الناري ضد المتظاهرين وعدم حمل السلاح أمامهم أصلا ، وتقديم المساعدة للمتظاهرين .وكان الوزير الياسري عضوا في اللجنة التحقيقة التي شكلت للتحقيق في مقتل المتظاهرين في الأحتجاجات العراقية (2019-2020) التي ترأسها وزير التخطيط نوري الدليمي إلى جانب وزراء الدفاع والعدل وأكثر من (18) عضو أخر من مختلف الجهات الحكومية ، والتي قررت إحالة عدد كبير من القادة والآمرين والضباط إلى المحاكم العراقية وعزل القسم الأخرمن مناصبهم وإحالتهم للأمرة 
ولقد أعلن وزير الداخلية العراقي ياسين الياسري، إرسال فريق من الوزارة، للتحقيق في مقتل الصحفيين أحمد عبد الصمد وصفاء عالي في مدينة البصرة. حيث فتح مجهولون النار على السيارة التي كان يستقلها الصحفيان في منطقة قريبة من مقر قيادة. وقالت الوزارة في بيان إن "الوزير وجه بإرسال فريق عالي المستوى برئاسة وكيل الوزارة لشؤون الشرطة وعدد من الضباط للتحقيق بحادث قتل الصحفيين. وأضاف البيان أن الوزير أمر الفريق بعدم العودة لحين اكتمال التحقيق والكشف عن الجناة. وتوعد الوزير القتلة بـ "أشد أشكال العقاب"، حتى يكونوا "عبرة لكل من تسول له نفسه العبث بأمن العراق واستقراره".
في 24 أكتوبر 2019، أكد ياسين الياسري، وقوفه إلى جانب منتسبي وزارة الداخلية، وقال الياسري: «زرت أبنائي المتظاهرين وسط بغداد، وأكدت لهم أن قواتكم الأمنية موجودة لحمايتكم ولن نسمح لأحد بالتعدي عليكم».

## المؤهلات العلمية
بكالوريوس علوم أمنية وشرطوية / كلية الشرطة العراقية / الدورة (33).
بكالوريوس قانون  / كلية القانون / جامعة بغداد .
دبلوم في القانون الإنساني / المعهد الدولي للقانون الانساني / سان ريمو – ايطاليا.
ماجستير في القانون العام / كلية الحقوق / جامعة النهرين ،عنوان رسالة الماجستير ( ممارسة مجلس الامن لإختصاصاته الأساسية في ظل النظام الدولي الجديد )  
دكتوراه فلسفة في القانون العام/ كلية الحقوق / جامعة النهرين، عنوان إطروحة الدكتوراه (الطبيعة القانونية لعلاقة مجلس الأمن بالمحكمة الجنائية الدولية )            
حاصل على شهادة مشاركة في دورتي التأهيل التربوي (223) واللغة العربية (197) للتدريسيين من مركز التطويروالتعليم المستمر بجامعة بغداد .
حاصل على شهادة مشاركة في (الباحث العلمي –( Google scholar   و ( ( Research Gate من مركزالتطويروالتعليم المستمر بجامعة بغداد .
حاصل على اللقب العلمي ( مدرس) من وزارة التعليم العالي والبحث العلمي

## مؤلفاته
1. الوافي في شرح قانون الجنسية العراقي .
2. مركز الأجنبي في القانون العراقي.
3. القانون الدولي الخاص - الجنسية ومركز الأجنبي  ( وهذا الكتاب منهج مساعد يدرس في كليات القانون الحكومية والأهلية).
4. القانون الدولي الخاص - الجنسية العراقية المقارنة.
5. المبادئ العامة لمركز الأجنبي مع شرح قانون إقامة الأجانب رقم (76) لسنة (2017) .
6. مكافحة الإرهاب في الإستراتيجة الأمريكية .
7. التاريخ الزاهر لحمولة آل مناف من آل ياسر .
8. معجم أعلام القانون في العراق ، الذين لديهم كتاب قانوني مطبوع

## البحوث والمقالات
1. ظاهرة تعدد الجنسيات وسبل معــالجتها .
2. إجراءات تشغيل العمالة الأجنبية في العراق .
3. جريمة الاضطهاد في ضوء احكام القانون الدولي الجنائي .
4. المقاومة المسلحة في القانون الدولي العام .
5. انتهاء الرابطة الوظيفية بالطريق التاديبي  .
6. انعدام الجنسية (الاسباب،المشاكل،الحلول) ورقة عمل مقدمة الى المؤتمر الدولي لانعدام الجنسية.
7. مجموعة متنوعة من المقالات في الصحف المحلية والعربية.

## مجالات التخصص والمؤهلات الإدارية
الخبرة المتراكمة والمتواصلة في التعامل مع اعمال وزارة الداخلية ، والتواصل والاتصال عالي الكفاءة مع  مختلف الرتب والمراتب والقدرة العالية للعمل تحت الضغوط. 
التطوير الاستراتيجي للموسسة الامنية واعادة تاهيلها وأعداد فرق العمل عالية الكفاءة ،والقدرة على تحديد مشكلات المؤسسة الأمنية وإيجاد الحلول المناسبة لها.
الخبرة العالية في تحديد قواعد العمل الوظيفي وإجراءات العمل الميداني للعمل الشرطوي.                 
شارك باعداد عدد من القوانين والأنظمة والتعليمات الخاصة باعمال وزارة الداخلية وقام بمناقشتها في جلسات مجلس الوزراء ومجلس الدولة ولجنة الأمن والدفاع في مجلس النواب .
رئيس لعدد من لجان المناقشة العلمية ، وعضواً ومشرفاً لعدد منها.
شارك في العديد من المؤتمرات والندوات وورش العمل المحلية والدولية داخل وخارج العراق.
شارك في عشرات الدورات التدريبية العلمية والعملية ، التخصصية والتطويرية داخل وخارج العراق ،
ومنها على سبيل المثال :
1.   شارك في جميع دورات الترقية من رتبة ملازم حتى رتبة رائد (داخل)
2.   دورة التحصين الأمني لضباط الشرطة 
3.   دورة المحاسبة لغير المحاسبين من المدراء 
4.    الدورة التدريبية العسكرية لمدة شهر في مدرسة قتال فق 23  
5.   برنامج إدارة الإزمة / المعهد العالي لضباط قوى الأمن الداخلي – بغداد  
6.   دورة تطوير اللغة العربية لرؤساء الدوائر الحكومية 
7.   دورة التطوير الأمني لمدراء قوى الأمن الداخلي / المعهد العالي لضباط  قوى الأمن الداخلي 
8.   دورة إعداد قيادات وزارة الداخلية من قبل الـ (CPA) سلطة الأئتلاف المؤقتة / قصر المؤتمرات / بغداد
9.   دورة معالجة الثغرات والاحتياجات لحماية اللاجئين  UNHCR/ / عمان  
10.  برنامج إدارة شؤون اللاجئين وقضايا الهجرة والإبعاد / المملكة المتحدة
11.  المؤتمر الدولي لإنعدام الجنسية / المنظمة الدولية للهجرة / بغداد 
12.  ورشة عمل لكبار القادة / معهد الدفاع الأمريكي / بغداد 

## معلومات أخرى
لديه سلطة محقق من وزير العدل منذ عام (1989). 
تولى عضوية اللجنة الوطنية العليا للهجرة في العراق .
تولى عضوية اللجنة العليا للسياحة في العراق.
شغل منصب نائب رئيس اللجنة الدائمة لشؤون اللاجئين في وزارة الداخلية .
خبير دولي متخصص في شؤون الهجرة والجنسية . 
حاضر في كلية الحقوق – جامعة النهرين .